# Церковь Благовещения Пресвятой Богородицы (Поливаново)
Церковь Благовещения Пресвятой Богородицы (Благовещенская церковь) — приходской храм Подольской епархии Русской православной церкви в посёлке Поливаново в Подольском районе (с 2015 года — городской округ Подольск) Московской области.
Расположена в усадьбе Поливаново, построенной в 1780-х годах по велению графа Кирилла Разумовского. Церковь Благовещения, входящая в архитектурный ансамбль усадьбы «Поливаново», является объектом культурного наследия федерального значения.

## История
Первая деревянная церковь во имя Благовещения Пресвятой Богородицы с приделом Николая Чудотворца была построена в Поливаново около 1631 года, когда село было в вотчине у вдовы Марии Владимировны Поливановой. В 1660-х годах уже при новом владельце — Петре Михайловиче Салтыкове, была построена новая каменная церковь. В 1714 году в ней был освящен вновь построенный придел во имя Владимирской иконы Божией Матери (впоследствии упразднён).
В 1757 году Салтыковы продали имение графу Алексею Григорьевичу Разумовскому, после которого Поливаново принадлежало его брату — Кириллу Григорьевичу Разумовскому, начавшего основательное переустройство усадьбы в Поливанове. Именно на средства графа Кирилла Разумовского в 1777—1779 годах была построена Благовещенская церковь, строительным материалом для которой частично стала разобранная старая каменная церковь.
Новый храм представлял собой образец раннего классицизма: кирпичная центрическая четырёхстолпная однокупольная церковь, что характерно для работ архитектора В. И. Баженова. Над основной квадратной в плане частью храма возвышался восьмигранный световой барабан, обработанный ионическими пилястрами и лепными гирляндами. Круглые окна второго света в квадратных филенках, а также оформление стен барабана, особенно характерны, по мнению искусствоведа М. А. Ильина, именно для творчества Баженова.
При церкви существовала богадельня на 10-12 человек, которая впервые она упоминается в ведомостях за 1822 год. В 1845 году была сделана опись имущества Благовещенской церкви в Поливанове, дошедшее до нас, где здание церкви описывается следующим образом: «…означенная церковь каменная, одноглавая, покрытая железом, при ней в ограде с западной стороны по углам две колокольни, каменные и железом покрыты, на одной из них пять колоколов. Внутри церкви три престола устроены в ряд и четвёртый внизу под сводами с южной стороны». В 1871 году в здании богадельни была открыта учительская семинария и при ней устроена домовая церковь.
В 1896—1900 годах обе старые колокольни были разобраны и построена новая большая колокольня, в это же время храм был заново расписан. В таком виде Благовещенская церковь пережила Октябрьскую революцию. Закрылась Благовещенская церковь в 1930 году — во времена советского гонения на церковь: имущество храма было конфисковано властями или расхищено. В 1934 году была взорвана колокольня. Некоторое время в здании церкви находился склад, потом располагался клуб. В 1980-х годах была предпринята попытка отреставрировать храм, но случившийся в 1988 году пожар ещё больше его разрушил. При этом были полностью утрачены сохранившиеся фрагменты росписи. Церковная община в Поливаново была зарегистрирована в 1991 году после распада СССР. Реставрация здания и регулярные богослужения начались в 1996 году. В 2008—2011 годах была построена новая 15-метровая колокольня.
В иконостасе Алексеевского придела находится почитаемая святыня храма — икона преподобного Алексия человека Божия, с частицей его мощей. При храме действует детская воскресная школа. Настоятелем Благовещенской церкви является священник Михаил Сергеевич Сенин.
В настоящее время из четырёх приделов храма действуют три. Приход храма окормляет пациентов филиала психиатрической клинической больницы № 1 им. Алексеева, где оборудованы молельные комнаты.